# Burg Hinterholzen
Die Burg Hinterholzen ist eine abgegangene Niederungsburg in dem Weiler Unterholzen, einem Gemeindeteil der niederbayerischen Gemeinde Beutelsbach im Landkreis Passau. Die Burg lag 650 m südwestlich von der Pfarrkirche St. Georg in Beutelsbach. Die Anlage wird als Bodendenkmal unter der Aktennummer D-2-7444-0048 im Bayernatlas als „mittelalterlicher Burgstall ‚Schloßberg‘-Hinterholzen mit mittelalterlichem Erdstall“ geführt.

## Geschichte
In der Zeit zwischen 1140 und 1160 wird ein Rubertus de Unterholzen genannt. 1396 wird ein Hans der Unterholzer bei einem Kauf genannt. 1423 ist ein Wilhalm der Dannczer zu Unterholzen als Mitsiegler einer Urkunde erwähnt, 1436 siegelt ein Steffan der Arb zu Unterholczen. Nach einer Hofmarksbeschreibung von 1558 wird Unterholzen als ein alter Edelmannssitz genannt. Als Besitzer wird ein Hans Sidler, Bürger zu Vilshofen genannt, der die Edelmannsfreiheit über den Hofbau und drei Sölden ausübt. 1585 kauft Hans Alban von Closen auf Haidenburg den lehenbaren Sitz Unterholzen mit allem Zubehör von dem Wolfgang Sidler um 7000 fl. Unterholzen gehört seitdem zur Herrschaft Haidenburg und teilt deren Geschichte. 1608 wurde das Schloss neu ausgebaut. 1616 wird Wolf Friedrich von Closen auf Haidenburg und Hinterholzen auf Wackerstein und Ettling genannt. 1819 gehörte Hinterholzen noch zum Patrimonialgericht II. Klasse von Haidenburg.

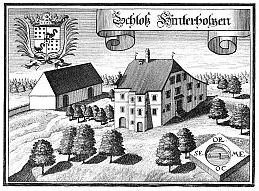
Schloss Hinterholzen nach einem Stich von Michael Wening (1726)